# COWI

Hauptquartier in Lyngby

COWI ist eines der größten skandinavischen Ingenieurbüros für Bauwesen mit Niederlassungen weltweit. Sitz ist Lyngby bei Kopenhagen. Es wurde 1930 von Christen Ostenfeld gegründet.
2015 hatten sie einen Umsatz von 747 Millionen Euro. Sie haben rund 6300 Beschäftigte, neben Bauingenieuren und Architekten auch eine Vielzahl anderer Spezialisten (Geologen, Soziologen, Wirtschaftswissenschaftler u. a.). Rund 15 Prozent der Anteile sind bei ehemaligen oder aktiven Beschäftigten der Firma. Der Rest ist in Stiftungsbesitz. CEO ist seit 2008  Lars Peter Søbye. Insgesamt waren sie bis 2017 an rund 50.000 Projekten in 175 Ländern beteiligt. Sie haben Niederlassungen in 35 Ländern.
Sie beraten auch in Umwelt- und Klimafragen, in ökonomischen Fragen und im Energiesektor. Sie analysierten zum Beispiel 2009 im Auftrag der EU die Auswirkungen der Klimaschutzmaßnahmen der EU auf Entwicklungsländer, die Umweltverträglichkeit der geplanten Fehmarnbelt-Verbindung und sie liefern auch soziologische Studien, so 2008/09 zu der Verbesserung der Arbeits- und Haftbedingungen in dänischen Gefängnissen und untersuchten 2007 bis 2008 sexuelle Diskriminierung in der EU.

## Geschichte
Christen Ostenfeld (1900–1976) war der Sohn des Stahlbetonpioniers und Bauingenieurprofessors Asger Ostenfeld. Er kehrte 1930 nach mehreren Jahren im Ausland nach Dänemark zurück und gründete das Ingenieurbüro in seiner Wohnung als Einmannbetrieb. Der erste Auftrag war 1931 der Umbau der National Scala, wofür er Stahlbeton einsetzte, um die Terminvorgaben einhalten zu können. 1931 erfolgte die Einweihung mit 2000 Gästen. Nach diesem ersten Erfolg konstruierte er die 1942 eingeweihte Aggersundbrücke über den Limfjord (eine Bogenbrücke aus Stahl mit 150 m Spannweite, die erste große Brücke in Dänemark die von einem Ingenieurbüro aus dem Privatsektor geplant wurde, vorher lag das Monopol bei der dänischen Staatsbahn). 1938 folgte die K. B. Hallen (in Kopenhagen, Frederiksberg), in den 1950ern und 1960er Jahren bekannt durch viele Rock-Konzerte wie dem einzigen Beatles Konzert in Dänemark. Es war damals mit 5000 Sitzplätzen der größte private Sportkomplex Europas. 1946 wurde  Wriborg W. Jønson Partner und die Firma nannte sich Chr. Ostenfeld & W. Jønson. Damals gab es 25 Beschäftigte. In den 1940er Jahren leitete der bekannte Bodenmechaniker Laurits Bjerrum die Abteilung Grundbau.

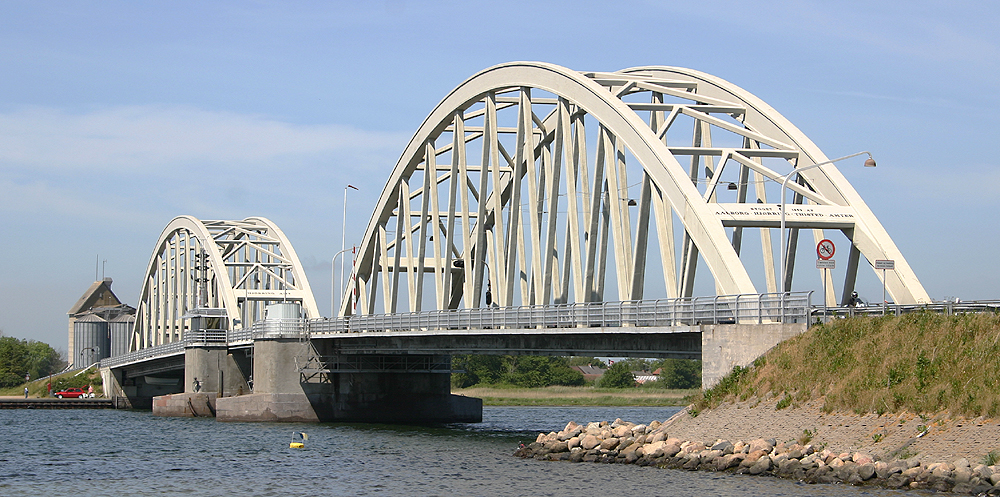
Aggersundbrücke

Bekannt waren sie auch für zylindrische Silos aus Spannbeton (Ostenfeld Silo), was erheblich reduzierte Wanddicken (rund 25 cm) ermöglichte. Ein Beispiel ist das 85 m hohe Carlsberg Silo in Kopenhagen (Vesterbro) von 1956/57.
Ein weiterer Meilenstein war die Spannbeton-Hängebrücke in Uittamo in Finnland (1960), insbesondere für die Brückenbau-Sparte der Firma. COWI wurde führend in Skandinavien und begann sich weltweit auszudehnen (Ghana, Paris). Sie konstruierten die 1965 bis 1970 gebaute Ny Lillebæltsbro über den kleinen Belt und planten die Storebæltsbroen über den Großen Belt. Letztere mit über 1600 m Spannweite eine der längsten Hängebrücken der Welt (in Betrieb ab 1998). Konstrukteur bei Letzterer war Klaus Ostenfeld, der Neffe des Gründers, der auch die Leitung der Firma übernahm. Ein weiteres großes Projekt der Firma war 1994 bis 2002 die U-Bahn (Metro) von Kopenhagen. COWI war für die Gesamtplanung und -überwachung zuständig.
Nachdem Christian Ostenfeld 1972 in den Ruhestand gegangen war, wurde die Firma zu COWIconsult. 1979 gab es 800 Beschäftigte und ein Drittel des Umsatzes erfolgte im Ausland, darunter der Sowjetunion, Afrika und dem Mittleren Osten. Insbesondere nach der Wende in Osteuropa expandierte COWI mit Zweigniederlassungen in Moskau, Lettland, Litauen und Ungarn. Ein Beispiel ist die Kuryanovo Abwasseranlage in Moskau (1992). Abwasseraufbereitungsanlagen waren ein weiterer Schwerpunkt von COWI. Außerdem waren sie seit jeher stark im Hafen- und Uferbau.
2002 wurden zwei führende skandinavische Ingenieurbüros übernommen, Kampsax und Interconsult. 2009 folgte die Übernahme der schwedischen Flygfältsbyrån und 2014 des englischen Tunnelbauspezialisten Donaldson Associates.
Weitere Projekte waren der Tanzam Highway in Tansania (2005), der London Array (2009) und die Doha Metro in Qatar (2013).
2017 übernahmen sie die britische Flint & Neill (1958 gegründet, bekannt unter anderem für den Lotus Temple in New Delhi, das National Theatre in London, die Verstärkung der West Gate Bridge und die Bridge of Aspiration in der Royal Ballet School).
Weitere Projekte:
- Alssundbroen
- Bahrain Financial Tower
- Konzerthaus Kopenhagen
- Skuespilhuset des dänischen Nationaltheaters in Kopenhagen (Architekten Lundgaard und Tranberg, 2008)
- Osman Ghazi Brücke
- Pont de Normandie
- Flughafen und Oper in Maskat
- Verbreiterung des Motorring 3 im Norden Seelands